# Magazyn 13
Magazyn 13 (ang. Warehouse 13) – amerykański serial science fiction wyprodukowany przez Universal Cable Productions. Twórcami serialu są Jane Espenson i D. Brent Mote.
Serial był emitowany od 7 lipca 2009 roku do 14 maja 2014 roku przez stację Syfy. W Polsce serial był emitowany od 13 października 2010 roku przez stację SciFi Universal. Powstało łącznie pięć sezonów.

## Fabuła
Para agentów (Myka i Peter) po uratowaniu życia Prezydentowi zostaje przeniesiona do Południowej Dakoty do Warehouse 13. W magazynie tym znajdują się artefakty, które w różny nadprzyrodzony sposób wpływają na ludzi. Nad magazynem sprawuje pieczę Arthur "Artie" Nielsen. Zadaniem agentów jest odszukiwanie artefaktów, które zostają wskazane przez Artiego.

## Bohaterowie
- Pete Lattimer (Eddie McClintock)
- Myka Bering (Joanne Kelly)
- Artie Nelson (Saul Rubinek)
- Leena (Genelle Williams)
- Irene Frederic (CCH Pounder)
- Claudia Donovan (Allison Scagliotti)
- Helena G.Wells (Jaime Murray)
- Daniel Dickinson (Simon Reynolds)
- James MacPherson (Roger Rees)
- Profesor Marzotto (Michael Boatman)
- Lorna Soliday (Sherry Miller)
- Cody (Dillon Casey)
- Sam Martino (Gabriel Hogan)
- Kacey (Kristina Pesic)
- Emily Krueger (Sarah Allen)

## Odcinki
| Sezon | Sezon | Odcinki | Oryginalna emisja SyFy | Oryginalna emisja SyFy | Oryginalna emisja SciFi Universal | Oryginalna emisja SciFi Universal | Oryginalna emisja SciFi Universal |
| Sezon | Sezon | Odcinki | Premiera sezonu        | Finał sezonu           | Premiera sezonu                   | Finał sezonu                      |                                   |
| ----- | ----- | ------- | ---------------------- | ---------------------- | --------------------------------- | --------------------------------- | --------------------------------- |
|       | 1     | 12      | 7 lipca 2009           | 22 września 2009       | 13 października 2010              | 29 grudnia 2010                   |                                   |
|       | 2     | 13      | 6 lipca 2010           | 7 grudnia 2010         | 5 września 2011                   | 28 listopada 2011                 |                                   |
|       | 3     | 13      | 11 lipca 2011          | 6 grudnia 2011         | 3 września 2012                   | 19 listopada 2012                 |                                   |
|       | 4     | 20      | 23 lipca 2012          | 8 lipca 2013           | 18 czerwca 2014                   | 20 sierpnia 2014                  |                                   |
|       | 5     | 6       | 14 kwietnia 2014       | 19 maja 2014           | 27 sierpnia 2014                  | 10 września 2014                  |                                   |